# Schleudersachse
Der Schleudersachse ist ein Negativpreis in Form eines silbernen Wanderpokals, den der Bund der Steuerzahler Sachsen e.V. (BdSt Sachsen) als sächsischer Landesverband des Bundes der Steuerzahler jährlich für die Verschwendung von Steuergeldern in Sachsen vergibt. Über das Jahr hinweg werden Fälle von mutmaßlicher Steuerverschwendung in einem Schwarzbuch gesammelt und dokumentiert, von denen dann einer zum Schleudersachsen erkoren wird.
Die „Preisträger“ der letzten Jahre waren:
| Jahr   | Preisträger                                                                          | Kritikpunkt | vorgeworfene Steuerverschwendung |
| ------ | ------------------------------------------------------------------------------------ | --- | --- |
| 2004   | Stadt Dresden                                                                        | Planung der Waldschlößchenbrücke | mehr als 13 Millionen Euro |
| 2005   | Stadt Dresden                                                                        | Verschleuderung des Schlosses Nickern an einen Privatmann nach aufwändiger Sanierung | Sanierung für 5,6 Millionen Euro (1991 bis 1999) Verkauf 2004 für 270.000 Euro |
| 2006   | Landkreis Meißen                                                                     | Domherrenhof: Verkauf und Rückmiete nach Sanierung durch privaten Investor (1993/94) | jährliche Miete von 450.000 Euro überstieg die Sanierungskosten von 5,6 Millionen Euro bei maximal 5 Kreistagssitzungen jährlich bis 2008 2006 erfolgte der Rückkauf für 5,3 Mio. Euro. |
| 2007   | Bundesverteidigungsminister Franz Josef Jung                                         | Auflösung der Jägerkaserne in der Stadt Schneeberg | für 67 Mio. Euro saniert und nach Stilllegung für 3 Mio. Euro verkauft |
| 2008   | Sachsen LB                                                                           | Missmanagement des Vorstands führt zum Verkauf der Sachsen LB an die LBBW | 1,2 Milliarden Euro Eigenkapital der Sachsen LB wurden bei hochspekulativen Geschäften in Irland verzockt |
| 2009   | Landestalsperrenverwaltung Sachsen, Untere Naturschutzbehörde des Landkreises Meißen | Verlegung von Rollrasen in einer Flutrinne bei Röderau-Bobersen, einem Ortsteil von Zeithain | Mehrkosten von 63.000 Euro |
| 2010   | ehemalige Geschäftsführung der Kommunalen Wasserwerke Leipzig                        | riskante Finanzwetten | mögliche Verluste von 255 bis 284 Millionen Euro |
| 2011 a | Sächsische Staatsregierung                                                           | Medienschulung ihres Regierungssprechers und Staatssekretärs Johann-Adolf Cohausz (oder alternativ für die neuen Umzugspläne der Aufbaubank des Freistaats) | 36.000 Euro |
| 2012   | Porsche                                                                              | Antrag auf staatliche Subventionen für die Erweiterung des Leipziger Luxuswagenwerks | rund hundert Millionen Euro Fördergelder |
| 2013   | „Stadt“ Boxberg                                                                      | Die „Stadt“ Boxberg im Landkreis Bautzen (eigentlich eine Gemeinde mit fast 4.300 Einwohnern im Landkreis Görlitz) schloss nach dem Rückgang der Besucherzahlen ein seit 1983 bestehendes Freibad im Ortsteil Boxberg im Jahr 2000 wegen zu hoher Betriebskosten. Von 2011 bis 2012 wurde die Fläche in der Nähe des Bärwalder Sees in einen Landschaftspark mit heimischen Obstbäumen aus dem Vorfeld des Tagebaus Reichwalde umgestaltet, in den Teile des alten Bades integriert wurden. | 350.000 Euro |
| 2014 a | Zweckverband Kommunale Informationsverarbeitung Sachsen und Stadt Radebeul           | Missmanagement bei Computerdienstleistungen und Software für kommunale Mandanten bzw. Defizit bei Staatsweingut | 5 Millionen Euro bzw. 90.000 Euro |
| 2016   | Ehemaliges Vorstandsgremium der Sächsischen Landesbank                               | Einseitige und risikobehaftete Geschäftspolitik | Mehr als 1 Milliarde Euro und Bürgschaft von 2,7 Millionen Euro |
| 2017   | Straßen- und Tiefbauamt der Stadt Dresden                                            | Wiederholungstäter beim Verschleudern öffentlicher Gelder | - Verfüllen statt Erneuern des einstigen Fußgängertunnels am Neustädter Markt: 657.000 Euro - Bau der Waldschlößchenbrücke - Albertbrücke mit aufwendig wiederhergestelltem barockem Brückengeländer zweitem Metallgestell aus Sicherheitsgründen: 806.000 Euro                                                                 |
| 2018   | Dresdens Oberbürgermeister Dirk Hilbert                                              | Reisefreudigkeit wie ein Außenminister | 37 Reisen mit Kosten von 33.600 Euro |
| 2019   | Innen- und Finanzministerium des Freistaats Sachsen                                  | Ein als Erstaufnahmeeinrichtung für Asylbewerber geplantes Containerdorf wurde 2016 fertig gebaut und vom Freistaat gemietet – allerdings nie genutzt | 7,8 Millionen Euro für Aufbau, Bewachung und Kauf |
| 2020   | Stadt Chemnitz                                                                       | Kunstinstallation „Versinken – ein Autowrack im Schlossteich“ in Chemnitz | öffentlichen Mittel sollten „nachhaltig und mit Augenmaß“ eingesetzt werden. |
| 2021   | Sachsens Ministerpräsident Michael Kretschmer und die sächsische Staatsregierung     | Vergabe des sächsischen Verdienstordens an Unternehmer Theo Müller (Müllermilch). | Angeführt von Kretschmer ist eine 15-köpfige Delegation mit einem Oboen-Quartett entgegen der sonstigen Praxis eigens in die Schweiz gereist, um dort in einem Luxus-Hotel den Orden zu übergeben. Auch die Ehrung von Müller selbst war wegen dessen Parteispenden an die CDU und seinem Verhalten als Unternehmer umstritten. |
| 2022   | Verwaltung der Stadt Leipzig                                                         | Rückkauf einer vor acht Jahren veräußerten städtischen Immobilie für das 30-fache des Kaufpreises. | Verkauf des Gebäudekomplexes für 500.000 Euro und Rückkauf acht Jahre später für 15 Millionen Euro. |
| 2023   | sächsische Staatsverwaltung                                                          | fehlende Steuerung in der Entwicklung von IT und E-Government | Mehr als 70 Mio. Euro aus dem Haushalt werden jährlich für den Einsatz der IT ausgegeben, ohne dass es eine zentrale Steuerung durch die Staatskanzlei gibt. |

Die „Preisträger“ weisen oftmals die angebliche Steuerverschwendung zurück und argumentieren, dass die Ausgaben notwendig oder unvermeidlich gewesen seien. Beispielsweise gab der Landkreis Meißen im September 2009 an, dass er die Ausgabe nicht gefordert habe, und der sächsische Umweltminister Frank Kupfer verteidigte im September 2009 die Landestalsperrenverwaltung; man habe sich unter dem Gesichtspunkt des Hochwasserschutzes zu Recht zu der teuren Variante entschieden:  „Wäre in Bobersen Rasen gesät und die Böschung vor dem Anwachsen weggespült worden, wäre ein Neubau zehnmal so teuer geworden.“